# Házunk előtt, kedves édesanyám
A Házunk előtt, kedves édesanyám kezdetű magyar népdalt Péczely Attila gyűjtötte Hódmezővásárhelyen 1932-ben.

## Kotta és dallam
| Házunk előtt, kedves édesanyám, van egy magas eperfa. Aláállok, kedves édesanyám, hogy ne ázzak alatta. Csipkés annak a levele, hej, de jószagú. Egy leányért, kedves édesanyám, sose leszek szomorú. | Házunk előtt, kedves édesanyám, ragyognak a csillagok, énhozzám is, kedves édesanyám, egy pár csillag beragyog. Éntőlem is irigyelik azt a csillagot, amelyik a babám ablakába minden este beragyog. |

## Felvételek
- Népdal információ. cimbalom.nl (Hozzáférés: 2016. március 5.) (audió és szöveg) arch
- Házunk előtt kedves édesanyám-Szárnya szárnya. Énekel: Farkas Rozika  Nótakedvelők klubja (Hozzáférés: 2016. március 5.) (audió és szöveg) 1:32-ig.
- Házunk előtt, kedves édesanyám. Énekel: Bálint Sándor. Kísér: ifj. Magyari Imre és cigányzenekara  YouTube (2015. január 6.)  (Hozzáférés: 2016. március 5.) (audió)
- Ősszel érik babám – Házunk előtt, kedves édesanyám. Előadja: Kalmár Lajos furulyán  YouTube (2016. február 14.)  (Hozzáférés: 2016. március 5.) (videó)